# Беловежда горска лястовица
Беловежда горска лястовица (Artamus superciliosus), наричана също беловежда лястовича сврачка, е вид птица от семейство Artamidae.

## Разпространение
Видът е разпространен в Австралия.